# Baruas
Baruas is een bestuurslaag in het regentschap Padang Sidempuan van de provincie Noord-Sumatra, Indonesië. Baruas telt 539 inwoners (volkstelling 2010).